# 中尺度氣象學

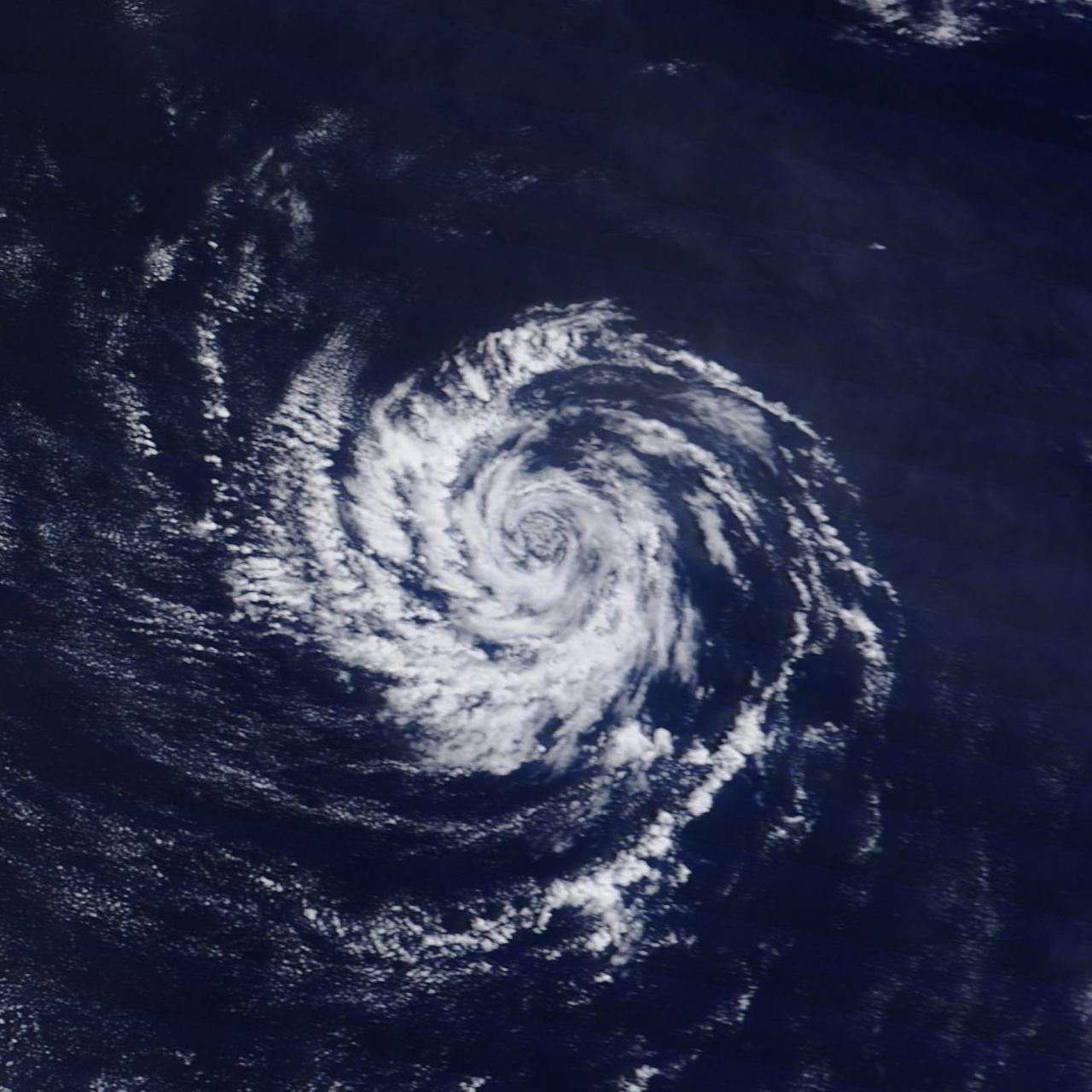
中尺度-β尺度的渦旋

中尺度氣象學（英語：Mesoscale meteorology）是對小於天氣尺度系統但大於微尺度和風暴尺度的天氣系統和過程的研究。水平尺寸通常從約5（3英里）到數百公里不等。中尺度天氣系統的例子有海陆风、颮線和中尺度對流複合體。
由於非靜水力過程，例如上升熱氣流的浮力加速度或通過狹窄山口的加速度，垂直速度通常等於或超過中尺度氣象系統中的水平速度。

## 分類

中尺度氣象學研究諸如雷暴群之類的天氣系統，這些系統太小而無法被最早的天氣觀測網絡解析。

1800年代末和1900年代初最早的天氣觀測網絡可以探測到較大的天氣尺度系統（如高氣壓區和低氣壓區）的運動和演化。然而，稀疏的觀測網絡無法很好地捕捉到規模較小且具有潛在危險的氣象現象。 1900年代中期气象雷达的出現以及對雷暴行為的進一步了解使人們越來越認識到需要研究現有微尺度和天氣尺度氣象學學科所研究的尺度之間的現象。「中尺度」一詞源自於麻省理工學院的 M. G. H. Ligda，他在1951年提出需要研究這種尺度的現象：
預計雷達將提供有關微觀氣象學或天氣氣象學研究未涵蓋的那部分大氣的結構和行為的有用資訊。我們已經用雷達觀察到，毫無疑問具有重要意義的降水公式的出現規模太大，無法從單一站點觀察到，但又太小，甚至無法出現在剖面天氣圖上。這種規模的現像很可能被稱為中尺度氣象現象。——M. G. H. Ligda，雷達風暴觀測，氣象學綱要 (1951)

### 子類別
中尺度氣象學廣泛關注直徑大於幾公里但小於最早標準化天氣圖中所使用的觀測網絡所能解析的氣象現象。中尺度狀況通常依相關天氣系統的大小分為以下子類：
- 中尺度-α (meso-α) – 200-2000 公里尺度的現象，如鋒、颮線、中尺度對流系統（英语：Mesoscale convective system） (MCS)、天氣尺度（英语：Synoptic scale meteorology）較小邊緣的熱帶氣旋。[3]
- 中尺度-β (meso-β) – 20–200 公里規模的現象，如中尺度氣旋（英语：Mesocyclone）、海陆风和大湖效應暴風雪。[3]中尺度通常特別指中尺度-β尺度。[4]
- 中尺度-γ (meso-γ) – 2-20 公里尺度的現象，如雷暴對流、複雜地形流（處於微尺度邊緣，也稱為風暴尺度）

需要注意的是，國家颶風中心將熱帶和亞熱帶氣旋歸類為天氣尺度而不是中尺度。

## 動力學

垂直運動在許多中尺度過程中都很突出。

中尺度過程的特徵是與天氣尺度過程相比具有相對較大的羅斯貝數。因此，在中尺度現象所涉及的較短距離內，地轉平衡和地球自轉在塑造大氣過程中的重要性相對於天氣尺度現像很小。對於中尺度範圍的較小一端尤其如此。:8由於地球的曲率在中尺度上很小，因此用於診斷中尺度現象的物理模型通常假設恆定的科里奥利頻率。 儘管如此，科里奥利力是不可忽略的，並且與大氣浮力的影響相當。
大尺度湍流和渦流在中尺度氣象學中也扮演重要角色。 空氣的垂直運動（通常表示為歐米茄）在中尺度上比在天氣尺度上更大，並且氣壓的分佈往往受到中尺度上風的行為的影響（與天氣尺度上的相反）。對於許多中尺度現象，空氣的垂直加速度足夠大，以至於計算無法假設流體靜力平衡。對於垂直尺寸大致等於水平尺寸的現象通常是這樣。

## 中尺度邊界
與天氣鋒分析一樣，中尺度分析使用中尺度上的冷鋒、暖鋒和锢囚锋來幫助描述現象。在天氣圖上，中尺度鋒面被描繪得更小，並且有兩倍於天氣變化的隆起或尖峰。在美國，反對在天氣分析中使用鋒面的中尺度版本，導致使用帶有流出邊界標籤的總體符號（槽符號）作為鋒面符號。